# 李磊 (維和戰士)
李磊（1994年7月8日—2016年7月10日），四川省成都市蒲江縣人，中國駐南蘇丹維和部隊下士，軍齡4年2016年7月10日，於一場激烈交火遇襲，頭部胸部重傷不治。